# Bundesverband SchienenNahverkehr
Der Bundesverband SchienenNahverkehr e. V. (kurz: BSN; bis Juni 2021 Bundesarbeitsgemeinschaft der Aufgabenträger des SPNV e. V., kurz: BAG SPNV) mit Sitz in Berlin ist der Dachverband der Bestellerorganisationen des Schienenpersonennahverkehrs in Deutschland.

## Hintergrund
Seit der Bahnreform und der Regionalisierung des Schienenpersonennahverkehrs im Jahr 1996 sind anstelle des Bundes die Länder und Regionen für die Organisation des Regionalverkehrs der Eisenbahnen in Deutschland zuständig. Einige Länder nehmen diese Aufgabe selbst wahr, in anderen sind es kommunale Zweckverbände. Der Bundesverband SchienenNahverkehr und seine Mitglieder sind bestrebt, an der perspektivischen Erreichung eines Deutschland-Taktes mitzuwirken.

## Mitglieder
Mitglieder sind die 27 Bestellerorganisationen und Aufgabenträger des Schienenpersonennahverkehrs in Deutschland. Sie bestellten im Jahr 2020 für knapp 8,96 Mrd. Euro (Regionalisierungsmittel, Klimapaket) über 717 Millionen Zugkilometer bei ca. 65 Eisenbahnverkehrsunternehmen (EVU).

### Baden-Württemberg
- Nahverkehrsgesellschaft Baden-Württemberg
- Verband Region Stuttgart

### Berlin und Brandenburg
- Verkehrsverbund Berlin-Brandenburg

### Hessen
- Nordhessischer Verkehrsverbund
- Rhein-Main-Verkehrsverbund
- Verkehrsverbund Rhein-Neckar

### Niedersachsen
- Landesnahverkehrsgesellschaft Niedersachsen
- Region Hannover
- Regionalverband Großraum Braunschweig

### Nordrhein-Westfalen
- Nahverkehr Westfalen-Lippe
- Verkehrsverbund Rhein-Ruhr
- Zweckverband go.Rheinland

### Rheinland-Pfalz
- Zweckverband SPNV Rheinland-Pfalz Nord
- Zweckverband SPNV Rheinland-Pfalz Süd

### Sachsen
- Verkehrsverbund Oberelbe
- Zweckverband Verkehrsverbund Oberlausitz-Niederschlesien
- Zweckverband Verkehrsverbund Mittelsachsen
- Zweckverband für den Nahverkehrsraum Leipzig
- Zweckverband ÖPNV Vogtland

### Andere Bundesländer
- Bayerische Eisenbahngesellschaft
- Die Senatorin für Bau, Mobilität und Stadtentwicklung
- Hamburger Verkehrsverbund
- Verkehrsgesellschaft Mecklenburg-Vorpommern
- Zweckverband Personennahverkehr Saarland
- Nahverkehrsservice Sachsen-Anhalt
- Nahverkehrsverbund Schleswig-Holstein
- Thüringer Landesamt für Bau und Verkehr

## Aufgaben
Der Verband organisiert den Informationsaustausch zwischen ihren Mitgliedern, erarbeitet Konzepte für die Weiterentwicklung des SPNV, vertritt die Interessen der Aufgabenträger des SPNV gegenüber Politik, Öffentlichkeit, Verkehrsunternehmen und Verbänden und berät den Bund, die Länder, Zweckverbände, Parlamente und Behörden zu Fragen des SPNV. Sie steht in engem Kontakt mit Politik, Eisenbahnverkehrs- sowie Eisenbahninfrastrukturunternehmen und beteiligt sich an Gesetzgebungsverfahren.
Zweck des Bundesverbands SchienenNahverkehr und der Aufgabenträger des SPNV ist es, die Qualität des Nahverkehrs zu verbessern und mehr Fahrgäste zu gewinnen. Damit sollen sie als Aufgabe der Daseinsvorsorge die ausreichende Bedienung der Bevölkerung mit Verkehrsleistungen im Öffentlichen Personennahverkehr (ÖPNV) sicherstellen.

## Zahlen
Die Betriebsleistung im Schienenpersonennahverkehr hat im Zeitraum von 1996 bis 2020 von 536 auf 717 Mio. Zugkilometer pro Jahr zugenommen, das entspricht einer Steigerung von 33,7 %. Hierbei ist allerdings festzustellen, dass nach ständigen Steigerungen zwischen 1996 und 2006 in den Jahren 2007, 2008 und 2011 der Umfang der gefahrenen Zugkilometer leicht zurückgegangen ist. Der höchste Stand der Leistung wurde 2020 mit 717 Mio. Zugkilometern erreicht.
Im gleichen Zeitraum ist der Anteil der DB Regio an der Betriebsleistung von 97,4 auf 60,8 % zurückgegangen. Der Anteil der Nichtbundeseigenen Eisenbahnen stieg somit von 2,6 auf 39,2 %.